# Fernand Blum

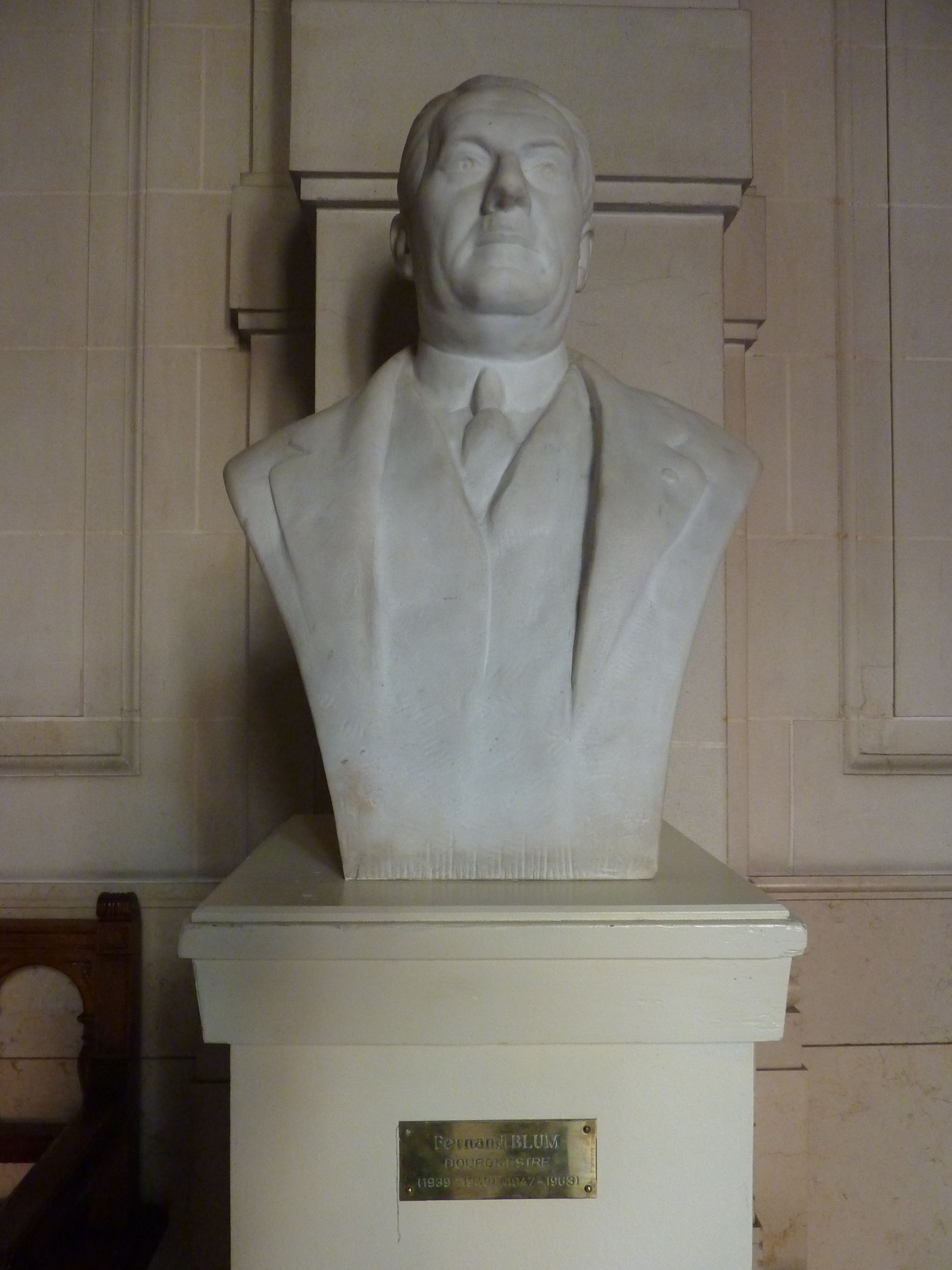
Buste van Fernand Blum

Fernand Edouard Corneille Blum (Brussel, 9 november 1885 -  Knokke, 13 april 1963) was een Belgisch liberaal politicus en burgemeester.

## Levensloop
Blum was licentiaat in de politieke en sociale wetenschappen en werd beroepshalve ambtenaar en leraar. Hij werd voor de liberalen in 1921 verkozen tot gemeenteraadslid van Schaarbeek, waar hij van 1923 tot 1938 schepen en van 1939 tot 1940 en van 1947 tot 1963 burgemeester was.
Hij was tevens liberaal volksvertegenwoordiger voor het arrondissement Brussel: van 1939 tot 1946 en van 1949 tot 1958.
Blum werd door de bezetter gevangengezet van 1916 tot1918. Uit vrees voor herhaling ging hij bij het uitbreken van de Tweede Wereldoorlog in de clandestiniteit en nam op 16 mei 1940 ontslag als burgemeester.